# Around the World Live
Around The World Live uživo je box set i DVD britanskog hard rock sastava Deep Purple, kojeg 2008. godine, objavljuje diskografska kuća 'EMI' i 'Eagle Rock'.
Box set sadrži četiri Purpleova uživo nastupa tijekom njihovih svjetskih turneja (1996. – 2007.), dva kompletna dokumentarna video zapisa s događanjima iza scene i rijetkim snimkama, koje uključuju razne intervjue tijekom glazbene stanke i na putovanjima sastava tijekom turneje. Uživo nastupi su s turneja koje su pratile objavljivanje albuma Purpendicular i Abandon.
Dva DVD naslova s ovog box seta već su objavljeni pod nazivom, Bombay Calling i Total Abandon: Australia '99.
DVD NEC 2002 sadrži ekskluzivni uživo materijal, kada je Deep Purpleov bivše orguljaš i klavijaturista Jon Lord pristupio sastavu na pozornici i nekoliko pjesama odsvirao s trenutnim klavijaturistom Donom Aireyom.
DVD Access All Areas dokumentarni je film o sastavu Deep Purple iz perioda 1968. – 2007., s naglaskom na doba kada je član sastava bio Steve Morse. DVD4, koji je dolje naveden, a nije još objavljen, sadržavat će kompletni 90 minutni dokumentarac o Steveu Morseu.
Nakon Total Abandon turneje, održane po Australiji 1999. godine, odlučeno je da se dokumentira život članova sastava na putovanjima. Sadrži video materijal tijekom četiri godine i starta u Japanu 2002. godine s Ianom Gillanom, Ianom Paiceom i Drewom Thompsonom.
Kompletan DVD Access All Area traje preko 3 sata i nanovo je obrađen za dolje navedeni novi DVD box set. Drew Thompson je očekivao da će tijekom 2008. godine biti objavljene kompletne verzije materijala, međutim ekskluzivno je objavljen samo Around The World. Novi dokumentarac ne povezuje se najbolje s prvim materijalom u kojemu se pojavljuje Ian Gillan sa skladbom "Highway Star".

## DVD sadržaj

### DVD1 – Bombay Calling, Indija 1995.
1. Fireball
2. Maybe I'm a Leo
3. Black Night
4. The Battle Rages On
5. Woman from Tokyo
6. The Purpendicular Waltz
7. When a Blind Man Cries
8. Perfect Strangers
9. Pictures of Home
10. Child In Time
11. Anya
12. Space Truckin'
13. Solo na gitari
14. Lazy (bubnjarski solo Iana Paicea)
15. Speed King
16. Highway Star
17. Smoke on the Water

Bonus sadržaj - Uživo iz Seoula, Južna Koreja, 1995.:
1. Black Night
2. Woman from Tokyo
3. When a Blind Man Cries
4. Perfect Strangers
5. Child In Time
6. Speed King
7. Highway Star
8. Smoke on the Water

### DVD2 – Total Abandon, Australija 1999.
1. Vavoom: Ted the Mechanic
2. Strange Kind of Woman
3. Bloodsucker
4. Pictures of Home
5. Almost Human
6. Woman from Tokyo
7. Watching The Sky
8. Fireball
9. Sometimes I Feel Like Screaming
10. Solo na gitari
11. Smoke on the Water
12. Lazy
13. Perfect Strangers
14. Speed King (zajedno sa solom na bubnjevima)
15. Black Night
16. Highway Star

Bonus sadržaj: A Band Down Under – Dokumentarac iz 1999.

### DVD3 – Live At The NEC, Engleska 2002.
1. Fireball (Blackmore, Gillan, Glover, Lord, Paice)
2. Woman from Tokyo (Blackmore, Gillan, Glover, Lord, Paice)
3. Mary Long (Blackmore, Gillan, Glover, Lord, Paice)
4. Vavoom: Ted the Mechanic (Gillan, Glover, Lord, Morse, Paice)
5. Lazy (Blackmore, Gillan, Glover, Lord, Paice)
6. The Well Dressed Guitar (Morse)
7. When a Blind Man Cries (Blackmore, Gillan, Glover, Lord, Paice)
8. Space Truckin' (Blackmore, Gillan, Glover, Lord, Paice)
9. Solo na klavijaturama (Airey, Bach, Williams...)
10. Perfect Strangers (Blackmore, Gillan, Glover)
11. Speed King (with Bass and Drum Soli and a Rock'n'roll medley) (Blackmore, Gillan, Glover, Lord, Paice)
12. Solo na gitari (Morse)
13. Smoke on the Water (Blackmore, Gillan, Glover, Lord, Paice)
14. Hush (South)
15. Black Night (Blackmore, Gillan, Glover, Lord, Paice)
16. Highway Star (Blackmore, Gillan, Glover, Lord, Paice)

Bonus sadržaj: Ian Gillan & Roger Glover intervju 2002.

### DVD4 – Access All Areas
Definitivni dokumentarni film o Deep Purpleu iz Steve Morse ere.

## Povijest objavljivanja
Around The World Live prodaje se u Europi preko amazon.coma. Box set se unaprijed mogao naručiti u Ujedinjenom Kraljevstvu, Njemačkoj i u Francuskoj
Datum izlaska:
1. Europa: (Njemačka, Ujedinjeno Kraljevstvo, Francuska) - 19. svibnja 2008.
2. Sjeverna Amerika: (Sjedinjene Američke Države, Kanada) - 17. lipnja 2008.

## Izvođači
- Ian Gillan – vokal, usna harmonika, konge
- Jon Lord – Klavijature, orgulje
- Don Airey - klavijature, orgulje (na samo na 'NEC 2002' zajedno s Jonom Lordom)
- Steve Morse – gitara
- Roger Glover – bas-gitara
- Ian Paice – bubnjevi

## Vanjske poveznice
- Allmusic.com - Deep Purple - Around The World Live